# Absamat Masaliyev
Absamat Masaliyevich Masaliyev (quirguiz: Абсамат Масалиевич Масалиев; Alysh, 10 de abril de 1933 ― Bisqueque, 31 de julho de 2004) foi um político quirguiz, atuou como primeiro secretário do Comitê Central do Partido Comunista do Quirguistão de 1985 até 1989.

## Educação e vida política
Começou a estudar na Escola Técnica de Mineração, no sul do Quirguistão, em 1953. Três anos depois, mudou-se para o Instituto de Mineração de Moscou. Ele começou sua carreira como engenheiro-chefe adjunto na mina de carvão Kyzyl-Kiya, no sul da Quirguízia.
Em 1961, Masaliyev tornou-se instrutor na filial regional do Partido Comunista Quirguiz, em Osh. Ele subiu de categoria até se tornar primeiro-secretário do Comitê Central do Partido Comunista em novembro de 1985. De 10 de abril a 10 de dezembro de 1990 ele serviu como presidente do Conselho Supremo da República Socialista Soviética de Quirguiz.
Apas Jumagulov e Masaliyev foram os dois candidatos originais à Presidência do Quirguistão em 25 de outubro de 1990, mas nenhum dos dois conseguiu a maioria dos votos, então o Conselho Supremo escolheu Askar Akayev para ser o primeiro presidente do país. Masaliyev foi candidato nas eleições presidenciais de 1995, perdendo para Akayev novamente. Ocupou um lugar na Assembleia de Representantes do Povo do Conselho Supremo de 1995 até sua morte de um ataque cardíaco em 2004.